# US Records
|  | Sammenskrivningsforslag Artiklen US Records er foreslået føjet ind i Usher. (Siden august 2020) Diskutér forslaget |

US Records er et pladeselskab stiftet af sangeren, danseren og skuespilleren Usher (født Usher Raymond IV d. 14. oktober 1978 i Chattanooga, Tennessee, USA). Usher stiftede pladeselskabet tilbage i 2002 men ville vente til han fandt de rigtige kunstnere, og var helt sikker på at de var klar. Justin Bieber (født 1. marts 1994, Stratford, Canada) er blandt andet en af US records store navne.